# Sierra nord de Séville
La Sierra nord de Séville est une comarque espagnole située dans la province de Séville, en communauté autonome d’Andalousie.

## Communesde la comarque de la Sierra nord de Séville
- Alanís
- Almadén de la Plata
- Aznalcóllar
- Castilblanco de los Arroyos
- Cazalla de la Sierra
- El Castillo de las Guardas
- Constantina
- El Garrobo
- Gerena
- Guadalcanal
- Guillena
- El Madroño
- Las Navas de la Concepción
- El Pedroso
- La Puebla de los Infantes
- El Real de la Jara
- El Ronquillo
- San Nicolás del Puerto

### Sources
- www.sevillainformacion.org, « Comarcas de Sevilla » (consulté le 15 janvier 2008)

- (es) Cet article est partiellement ou en totalité issu de l’article de Wikipédia en espagnol intitulé « Sierra Norte de Sevilla » (voir la liste des auteurs).